# Christiane Reichelt
Christiane Reichelt (* 20. Jahrhundert in Berlin,  Deutschland) ist eine deutsche ehemalige Schauspielerin, die ihre einzige Rolle im Jahr 1981 in der Verfilmung des Romans Wir Kinder vom Bahnhof Zoo spielte.

## Leben und Karriere
Christiane Reichelt trat einzig 1981 in dem Film Christiane F. – Wir Kinder vom Bahnhof Zoo auf. Hier geht es um das Drogenproblem im Berlin der 1970er Jahre und die Auswirkungen auf Jugendliche. Es wird aus der Sicht der vierzehnjährigen Christiane erzählt, teilweise auch aus der Sicht ihrer Mutter. Reichelt verkörperte hier die Teenagerin Babette Tatjana Döge, genannt Babsi, welche zum Freundeskreis der Hauptfigur Christiane F. gehört und im Alter von vierzehn Jahren an einer Überdosis Heroin stirbt. Obwohl der Film ein großer Erfolg war, trat Reichelt nicht mehr als Schauspielerin in Erscheinung.

## Filmografie
- 1981: Christiane F. – Wir Kinder vom Bahnhof Zoo